# How the West Indian Child is Made Educationally Sub-normal in the British School System
How the West Indian Child is Made Educationally Sub-normal in the British School System (ou « Comment l'enfant antillais est rendu sous-normal sur le plan éducatif dans le système scolaire britannique ») est un essai de l'auteur grenadien Bernard Coard publié en mai 1971 par New Beacon Books (en) au Royaume-Uni. 

## Résumé
Dans ce livre, Coard examine l'inégalité en matière d'éducation et le racisme institutionnel dans le système éducatif britannique à travers le prisme des écoles « sous-normales sur le plan éducatif » , autrefois appelées « écoles pour les personnes mentalement sous-normales » ESN), qui accueillaient de manière disproportionnée et à tort les enfants noirs, en particulier ceux de la communauté afro-caribéenne britannique,,. Coard a pris la « décision critique » d'écrire spécifiquement pour un public de parents noirs.

## Réception
Le livre a d'abord été préparé par Coard sous la forme d'un document qu'il a présenté lors d'une conférence de la Caribbean Education and Community Workers' Association (CECWA) au début de l'année 1970 ; après un accueil positif, il a développé et terminé le livre au cours de l'été. Des personnalités telles que Jeff Crawford, Jessica Huntley (en), John La Rose (en) et Andrew Salkey (en) ont soutenu la publication, tout comme Bogle-L'Ouverture Publications (en).
New Beacon Books (en) a publié le livre en 1971, en imprimant 10 000 exemplaires et en procédant à un deuxième tirage en 1974. Le jour de la sortie du livre, Coard est apparu au journal télévisé à une heure de grande écoute dans une discussion avec le responsable de l'éducation de l'Inner London Education Authority (en), Ashley Bramall (en). Après la publication, Coard a affirmé que sa femme et lui étaient surveillés et que son téléphone était sur écoute.

## Postérité
Le texte figure en bonne place dans l'ouvrage Tell it Like it is : How Our Schools Fail Black Children (2005), édité par Brian Richardson,
Ce système éducatif est dénoncé dans l'épisode 5, Education (film), de l'anthologie Small Axe de Steve McQueen,.